# Памятник Анне Ахматовой (Киев)
Памятник Анне Ахматовой — памятник русской поэтессе Ахматовой Анне Андреевне (1889—1966) в Киеве. Установлен 23 июня 2017 г. в Городском саду. Автор монумента — скульптор Александр Стельмашенко.

## Церемония открытия
Торжественное открытие памятника состоялось 23 июня 2017 года в Городском саду Киева в день рождения поэтессы. Инициаторами установки памятника стала группа киевлян, среди которых руководитель Inter Media Group Анна Безлюдная и главный редактор телеканала «Интер» Антон Никитин. На открытии монумента собрались ценители творчества Анны Ахматовой — актёры, телеведущие, литературоведы.

## Описание
Автор монумента — киевский скульптор Александр Стельмашенко. На изготовление скульптуры ушло около двух лет. В памятнике запечатлен знаменитый профиль Ахматовой, её узнаваемая челка и изящность. Памятник изготовлен из бронзы, высота — почти 4,5 м. На постаменте высечены такие слова на русском языке: «Анна Ахматова. Великий поэт. Навеки».
Место установки памятника было выбрано неслучайно. Однажды, гуляя с сестрой и няней неподалеку от Мариинского дворца, маленькая Аня нашла булавку в форме лиры. Няня тогда сказала Ане: «Это значит, ты станешь поэтом»… Пророчество сбылось, стихи Анна стала писать уже в 11 лет. Главный редактор телеканала «Интер» Антон Никитин отметил: 

 «Важно, что памятник открыт в месте, имеющем непосредственное отношение к Анне Ахматовой. Эти деревья, эти тропинки, эта земля помнят Ахматову. Памятник ведь — от слова „память“. Важно помнить и понимать, что мы не просто живем в Киеве сегодня. Киев больше чем столица — это город многовековой истории, в котором происходили великие события, рождались великие люди. Город, в котором формировались великие личности. И Анна Ахматова сформировалась как поэт в Киеве. Важно помнить, что мы живем в том числе и в городе Анны Ахматовой.» 